# Abusejo de Abajo
Abusejo de Abajo es una pedanía del municipio de Valdemierque, en la provincia de Salamanca, Castilla y León. Se ubica al noroeste del municipio; en una pequeña cuenca creada por el arroyo de Utrera; y al lado de Abusejo de Arriba.
Se accede desde el pueblo de Valdemierque; por una pista de tierra que sale de la Calle Cardadal, subiendo las Pendonas.
No tiene población censada.